# Lars Teichmann
Lars Teichmann (* 1980 in Burgstädt) ist ein deutscher Maler. Er lebt und arbeitet in Berlin.

## Biographie
Lars Teichmann wurde 1980 in Burgstädt geboren. 
Von 2002 bis 2008 studierte er Bildende Kunst an der Universität der Künste Berlin, bei Wolfgang Petrick und Daniel Richter. 2006 war er Meisterschüler bei Valérie Favre, Universität der Künste, Berlin.

## Werk
Teichmann bezieht sich in seinen Bildern auf Gemälde früherer Epochen. Er spielt mit der Wahrnehmung des Betrachters und dem individuellen wie kollektiven Bildgedächtnis. Der Künstler ist  auf der Suche nach den ungeschriebenen Regeln, nach denen ein Bild funktioniert. Dabei folgt er der These, dass Gemälde, die Menschen über Jahrhunderte hinweg in ihren Bann ziehen, etwas gemeinsam haben.
Seine Werke sind in öffentlichen Sammlungen vertreten, wie z. B. dem Museum für Konkrete Kunst Ingolstadt, der SØR Rusche Sammlung, der Berlinischen Galerie, der Collezione Euromobil di Falze di Piave und der Benetton-Foundation.

## Ausstellungen

### Einzelausstellungen (Auswahl)
- 2016: Lars Teichmann. Aura, Kunstpalais Erlangen
- 2012: Lars Teichmann, Sparkassen-Kulturstiftung Stormarn, Kulturzentrum Marstall, Ahrensburg
- 2012: Schloss Ahrensburg, Ahrensburg Arena, Feldbuschwiesner Galerie, Berlin

### Gruppenausstellungen (Auswahl)
- 2015:	les minatures, Codex, Berlin
- 2015:	Imago Mundi - Germany mon amour, Benetton Stiftung, Venedig Italien
- 2015:	Mut, love for free, Kreuzberg Pavillon, Berlin
- 2014:	when nowhere becomes here. Berlin Heist, 4th Mediations Biennale, National Museum Poznań, Polen
- 2014: NEON – Vom Leuchten der Kunst, Stadtgalerie Saarbrücken
- 2014: Codex Painting Show, Leipziger Str. 60, Berlin
- 2013:	NEON – Vom Leuchten der Kunst, Museum für Konkrete Kunst, Ingolstadt
- 2013: Berliner Salon Part II, Kunstverein Kunsthaus Meiningen
- 2013: Venice Exhibition Parallel to 55. Venice Biennale Preview, Venedig, Italien
- 2011: ILLUMInazioni, 54. Esposizione internazionale d’arte. La Biennale di Venezia, Venedig, Italien
- 2011: LUCE in azione, Repubblica di San Marino, Palazzo Riva del Vin, Venedig, Italien
- 2011: Selected Artists 2010, NGBK, Berlin
- 2010:	Berlin Transfer. Junge Kunst der Berlinische Galerie und der GASAG, Berlinische Galerie, Berlin
- 2010: Projekt für die Gegenwart, Haus am Lützowplatz, Berlin
- 2010: Now Open For Off Season – Endzeiten in der Gegenwartskunst, Fichtebunker, Berlin
- 2009:	Das Unheimliche (3 Jahre Kunst Magazin Berlin), Modulorhaus, Berlin
- 2008:	Wasistdas. Kunst aus Berlin, Loft 19 / Suzanne Tarasiève, Paris, France
- 2008: Meisterschülerausstellung, Universität der Künste, Berlin
- 2006: fast forward, Galerie KUNSTAGENTEN, Berlin
- 2004:	Galerie Roter Turm, Chemnitz
- 2004: Kunstverein KG Turm e.V., Chemnitz

## Auszeichnungen und Stipendien
Lars Teichmann wurde für sein Werk mit mehreren Preisen und Stipendien belobigt:
- 2006 war Lars Teichmann für den Vattenfall Kunstpreis / Emerging Painter nominiert.
- 2009 erhielt er die Auszeichnung der Premio Internazionale Gruppo Euromobil under 30 der Artefiera, Bologna, Italien.
- 2010 erhielt er ein Arbeitsstipendium Bildende Kunst des Landes Berlin.